# Fondation Elizabeth Greenshields
La fondation Elizabeth Greenshields est un organisme de bienfaisance privé situé au Canada dont le mandat consiste à « aider les jeunes artistes à acquérir la formation, les compétences et les habiletés nécessaires à la maîtrise des moyens traditionnels d’expression artistique ». Elle remet des bourses à de jeunes artistes « qui poursuivent leurs études ou qui sont en début ou en développement de carrière, qui œuvrent dans les domaines de la peinture, du dessin, de la sculpture ou des arts d'impression (estampe, gravure, sérigraphie et lithographie) de style figuratif, et qui démontrent le talent et la détermination exigés pour faire carrière dans ce(s) domaine(s) ». Elle fut créée en 1955 par Charles Glass Greenshields, C.R. (1883-1974), un éminent avocat montréalais et artiste amateur,, en mémoire de sa mère, Elizabeth T. Glass,,,,.  Les activités de la fondation sont financées entièrement par la dotation de M. Greenshields ; elle ne sollicite ni ne reçoit aucun financement externe.  Aux termes de la dotation de son fondateur, l’activité artistique dans le domaine abstrait ou non figuratif ne relève pas du mandat de la fondation,,.
La Portrait Society of America lui a remis le prix Excellence in Fine Art Education en 2016. En 2021, elle recevait la Médaille commémorative Gari Melchers de la part du Artists’ Fellowship.
En 2024, La fondation Elizabeth Greenshields a octroyé des bourses d’une valeur de près de 1,9 million de dollars canadiens à 103 artistes et étudiants. Depuis sa création, elle a versé quelque 32 millions de dollars canadiens en bourses à plus de 2000 étudiants et artistes provenant de plus de 80 pays. 

## Boursiers renommés
- Jack Chambers (1955)
- John Fox (1955/1956)
- Stanley Lewis (1956/1957/1958)
- Guy Bardone (1957)
- Gaston Sebire (1957)
- Nelson Shanks (1960/1961)
- John Sherrill Houser (1962)
- Daniel Greene (1963)[16]
- Jonathan Kenworthy (1969)
- Richard Whitney (1969/1970/1972)
- Robert Neffson (1974)
- Evan Penny (1975)
- Sharon Sprung (1976)[17]
- Crawfurd Adamson (1976)
- D. Jeffrey Mims (1976)
- Hunt Slonem (1976)
- Mary Beth McKenzie (1977)
- Richard Sorrell (1977)
- Cherryl Fountain (1977)
- Paul Béliveau (1979)
- Chris Cran (1979)
- Martin Yeoman (1979)
- Steven Assael (1979/1990)
- Peter Kuhfeld (1980)
- Lorraine Simms (1981)
- Ken Currie (1982)
- Kate Downie (1983/1986)
- Louise Belcourt (1984/1985)
- Gwyneth Leech (1985)
- Melissa Scott-Miller (1985)
- Peter Edwards (1986/1992)
- Wendy Coburn (1987)
- G. Scott MacLeod (1988)
- Allison Watt (1989)
- Anne Desmet (1989/1996/2007)
- Nicolas Granger-Taylor (1990/1999)
- Clive Head (1990)[18]
- Christian Furr (1991)
- Krzysztof Tomalski (1991)
- Chantal Joffe (1993)
- Justin Mortimer (1993)
- Jenny Saville (1993/1996)
- Conor Walton (1994)
- Beata Bigaj (1994)[19]
- James Lloyd (1994/1996/1999)
- Nahem Shoa (1994/2000)
- Ann Gale (1997)
- Patricia Watwood (1997)
- Sophie Jodoin (1999)
- Michael Grimaldi (1999/2002)
- Teresa Dunn (2000/2007/2012)
- Stuart Pearson Wright (2000)
- Nathalie Provosty (2001/2003)
- Natalie Frank (2001/2005)
- Benjamin Sullivan (2003)
- Alyssa Monks (2003/2004/2006)[16]
- Ellen Eagle (2003/2006/2011)[16]
- Claire Sherman (2004)
- Jo Fraser (2010/2012/2014)
- Doron Langberg (2011)[20]
- Aleah Chapin (2012/2014/2018)
- Alonsa Guevara (2013)
- Flora Yukhnovich (2013/2016)[21]
- Anna Weyant (2013/2019)
- Mandy Payne (2015)
- Danica Lundy (2015/2017/2019)[22]
- Gabrielle L'Hirondelle Hill (2016/2019)
- Angela Fraleigh (2017)
- David Kassan (2017)
- Meleko Mokgosi (2017)
- Joani Tremblay (2018/2020)[23]
- Narbi Price (2019)[24]
- Louise Giovanelli (2021)[25]